# Stazione di Monteponi
La stazione di Monteponi era una stazione ferroviaria a servizio della frazione mineraria di Monteponi, nel comune di Iglesias, situata lungo la dismessa ferrovia San Giovanni Suergiu-Iglesias.

## Storia
Nella seconda metà dell'Ottocento lo sviluppo dell'attività estrattiva (piombo e zinco) nella frazione iglesiente di Monteponi, portò l'omonima società proprietaria della miniera a dotarsi di una propria ferrovia privata a scartamento ridotto, inaugurata tra il 1871 e il 1876, per inoltrare i minerali verso il porto di Portovesme. Tuttavia il collegamento con Iglesias era garantito solo tramite omnibus: emerse quindi la necessità di meglio collegare lo scalo della Monteponi con la città e con la sua stazione ferroviaria, capolinea della ferrovia per Decimomannu, sia per il trasporto delle merci sia delle persone (questo per il fatto che sulla Monteponi-Portovesme furono espletati anche treni passeggeri dal 1880 in avanti).

Il fabbricato viaggiatori delle Ferrovie Reali (edificio a sinistra) e la stazione FMP (a destra) nel 1909.

Con queste premesse la Compagnia Reale delle Ferrovie Sarde costruì nell'ultimo decennio dell'Ottocento la breve linea di collegamento (poco più di 5 km) a scartamento ordinario tra Iglesias e Monteponi: il 1º ottobre 1898 fu quindi aperta al traffico la linea, e con essa la nuova stazione di Monteponi delle Ferrovie Reali, costruita a sud della confinante stazione capolinea della società Monteponi. L'entrata in servizio della ferrovia permise quindi di ottimizzare il sistema di trasporto della zona, in particolar modo per quanto riguarda l'inoltro dei minerali estratti a Monteponi verso il resto dell'isola, oltre alla creazione di un collegamento su rotaia per merci e persone, sebbene col problema dei trasbordi, dalle banchine di Portovesme a Cagliari. Proprio per favorire l'intermodalità merci le due stazioni di Monteponi furono già all'epoca dotate di un piano caricatore comune per le operazioni di trasbordo tra le due amministrazioni.
Nel 1920 la stazione, come l'intera rete delle Ferrovie Reali, passò sotto la gestione delle Ferrovie dello Stato, tuttavia nello stesso anno cessando il servizio passeggeri sulla linea della Monteponi per Portovesme, dal punto di vista del trasporto passeggeri la stazione perse il ruolo di scalo d'interscambio. Ma l'attività nella stazione sarebbe stata destinata a un forte incremento negli anni immediatamente successivi, in cui il progetto di una rete ferroviaria pubblica a scartamento ridotto per il Sulcis-Iglesiente, già in programma dal decennio precedente, fu messo in atto dalla società che ottenne la concessione di tali linee, la Ferrovie Meridionali Sarde. Una delle due linee, proveniente da Palmas Suergiu (in seguito San Giovanni Suergiu), fu costruita sino ad allacciarsi alla stazione di Monteponi delle FS: per evitare un ulteriore trasbordo, previsto nel progetto iniziale, venne decisa la riconversione a scartamento ridotto della Iglesias-Monteponi, conseguentemente il 3 aprile 1926 il Regio Decreto 668 stabilì la cessione di questa linea (e delle relative infrastrutture, compresa la stazione di Monteponi) alle FMS. L'ultimo giorno di attività della stazione sotto la gestione delle Ferrovie dello Stato fu il 24 aprile di quello stesso anno. Nei giorni seguenti l'impianto vide la sostituzione totale dell'armamento, col passaggio dai binari a 1435 mm delle FS a quelli a 950 mm delle FMS, perdendo inoltre la caratteristica di scalo di testa avuta sino a quel momento. Il tracciato diretto in direzione Palmas Suergiu fu realizzato con una curva di minor raggio rispetto al percorso che conduceva all'asse estremo della stazione, passando immediatamente a sud della piattaforma girevole delle FS, smantellata nell'occasione. Il 13 maggio successivo l'intera rete ferroviaria delle Meridionali Sarde venne inaugurata: 10 giorni dopo la stazione ex FS di Monteponi fu riaperta al pubblico dando inizio all'esercizio regolare sotto le insegne delle FMS.
Il cambio di scartamento del piazzale binari della stazione e della linea per Iglesias, ora identico a quello della Monteponi-Portovesme, portò all'interconnessione tra le due ferrovie a Monteponi: in quegli anni i treni dell'omonima società mineraria poterono accedere dalla loro stazione capolinea a quella FMS per immettersi nella rete pubblica, in particolare, per raggiungere la stazione di Cabitza (sita nei pressi di altre località d'estrazione della Monteponi) e il capolinea di Iglesias per l'interscambio con la rete FS. Tale interconnessione restò attiva sia prima sia dopo la seconda guerra mondiale, sino alla chiusura della Monteponi-Portovesme nel 1963.
Il 1969 vide cambiare il ruolo della stazione nella rete FMS: il parziale crollo di una galleria tra gli scali di Cabitza e Iglesias portò alla sospensione provvisoria dell'esercizio lungo il tronco di ferrovia tra la stazione di Monteponi e quella di Iglesias, che venne sostituito con autocorse dal 18 gennaio di quell'anno. Tale fatto portò l'impianto di Monteponi a diventare lo scalo capotronco della ferrovia: per ricoverare i rotabili la stazione fu dotata di una tettoia nell'area orientale dell'impianto. Tale situazione come detto sarebbe dovuta essere provvisoria, in attesa di una sistemazione della galleria danneggiata, tuttavia si rivelerà definitiva 5 anni più tardi, quando le ormai ricorrenti voci di chiusura dell'intera rete ferroviaria FMS si concretizzarono: il 1º settembre 1974 terminava così l'attività ferroviaria nella stazione FMS di Monteponi, che fu in seguito abbandonata andando incontro a una situazione di degrado.

## Strutture e impianti
Dopo la chiusura della San Giovanni Suergiu-Iglesias la stazione FMS di Monteponi fu disarmata e gli edifici di servizio vennero abbandonati.
Durante la gestione delle Ferrovie Reali prima e successivamente delle FS, la stazione presentava caratteristiche di scalo di testa, essendo all'epoca il capolinea della ferrovia per Iglesias. La configurazione originaria della stazione comprendeva 2 binari dinanzi al fabbricato viaggiatori, col binario deviato che confluiva in quello di corsa anche in direzione ovest verso l'asse estremo dello scalo, dove era situata una piattaforma girevole per l'inversione del senso di marcia dei rotabili. Sempre a ovest del fabbricato viaggiatori da entrambi i binari era possibile raggiungere un terzo binario tronco, terminante sul lato opposto del piazzale binari a pochi metri dall'edificio principale dello scalo. Questo binario costeggiava a sud un piano caricatore comune con la stazione della Monteponi, parzialmente coperto e dotato di un piccolo magazzino. Tutti i binari dell'impianto erano all'epoca a scartamento ordinario (1435 mm). Al momento della cessazione del servizio delle Ferrovie dello Stato nel 1926 la configurazione era per lo più simile, con la sola differenza nell'area dell'asse estremo, in cui era presente un breve binario tronco che si diramava da quello in uscita dalla piattaforma girevole.
Dopo la rapida riconversione dello scalo a stazione passante per la Palmas Suergiu-Iglesias nel 1926, la configurazione dei binari, adesso a scartamento da 950 mm, seguì in linea di massima lo schema preesistente, con i due binari dinanzi al fabbricato viaggiatori e un raccordo verso il piano caricatore comune al capolinea della Monteponi-Portovesme, passante alle spalle di questo edificio. Le modifiche riguardarono, oltre al cambio di scartamento, proprio il raccordo verso la stazione della società Monteponi, che fu prolungato verso due ulteriori piani di carico a est sino a quel momento usati esclusivamente dalla società mineraria. Inoltre data l'omogeneità di scartamento presente, nuovi deviatoi permisero l'interconnessione tra i binari delle due stazioni di Monteponi, fatto che permetterà ai treni della Monteponi di immettersi nella rete FMS. Altra modifica allo schema binari riguardò ovviamente il tracciato a ovest del fabbricato viaggiatori, con la linea che dallo scalo proseguiva ora sin verso la stazione di Palmas Suergiu e da qui si innestava su quella terminante nel capolinea di Calasetta. Il vecchio asse estremo della stazione e la piattaforma girevole all'epoca presente in quest'area della stazione furono smantellati, e il binario di corsa in direzione Palmas Suergiu fu costruito passando immediatamente a sud della piattaforma girevole.

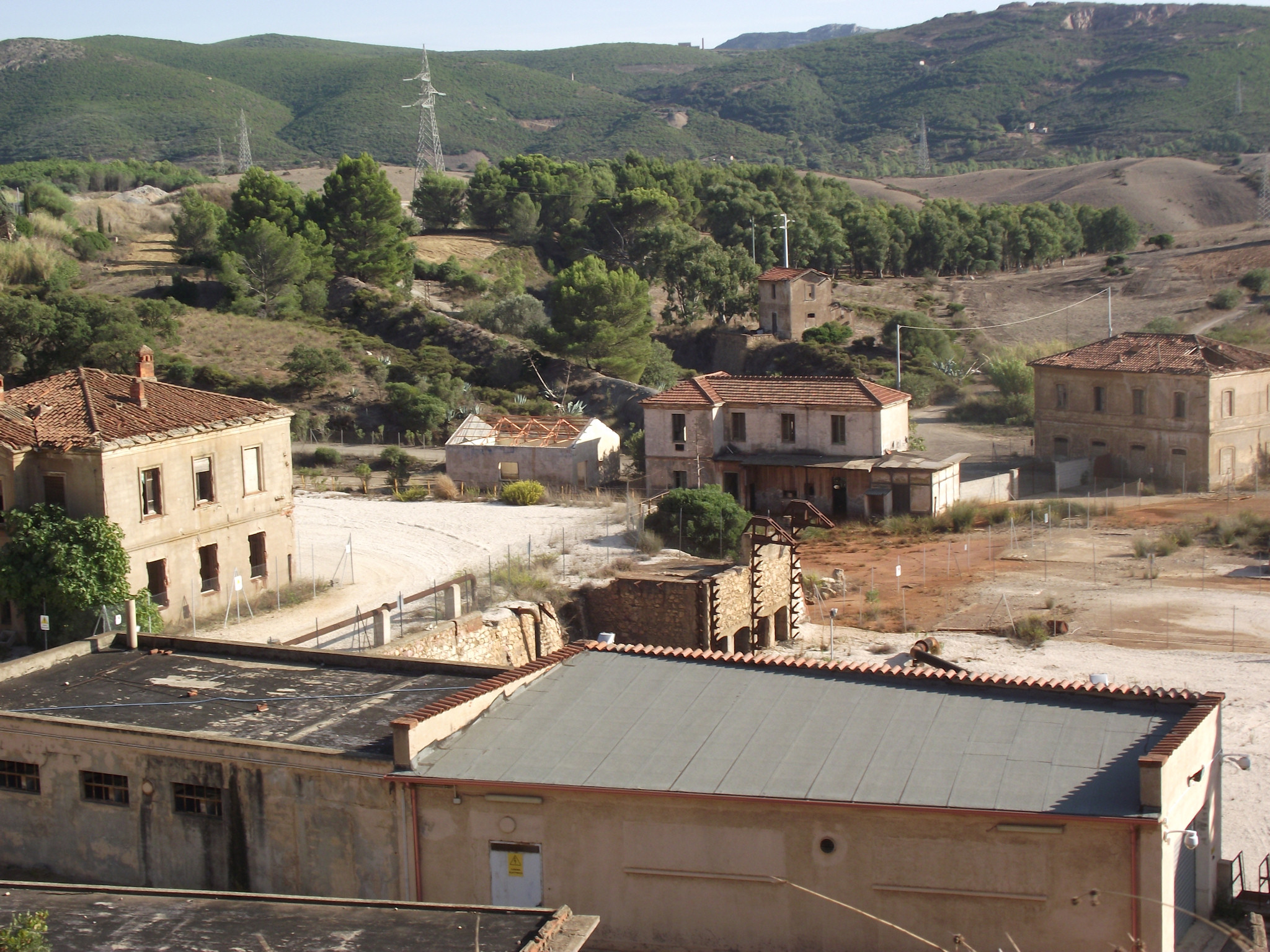
L'area di Monteponi Scalo nel 2012, con i resti delle stazioni FMP (al centro) e FMS (sulla destra). Alle spalle del fabbricato viaggiatori della Monteponi si nota la vecchia casa cantoniera presente nel tracciato in uscita verso Iglesias

L'interconnessione con la ferrovia della Monteponi venne meno dopo la chiusura di questa linea nel 1963, nel 1969 inoltre l'interruzione, rivelatasi poi definitiva, dell'attività sul tronco Monteponi-Iglesias portò la stazione a fungere da capolinea per la ferrovia in quelli che saranno i suoi ultimi anni di attività: l'esigenza di garantire un ricovero ai rotabili portò alla realizzazione di una tettoia a est del fabbricato viaggiatori per riparare i treni.
Dal punto di vista degli edifici il fabbricato principale della stazione è quello viaggiatori, realizzato dalle Ferrovie Reali a pianta rettangolare con 4 luci sui lati maggiori e 2 su quelli minori, esteso su due piani e con tetto a falde in laterizi. Qui vi era ospitato tra gli altri anche l'ufficio del Dirigente Movimento della stazione, che aveva in carico la gestione del traffico ferroviario nell'impianto. A breve distanza all'altezza del deviatoio est nel binario verso Cabitza e Iglesias era situata una casa cantoniera, realizzata in posizione rialzata rispetto al tracciato ferroviario che vi passava a nord.
A nord del fabbricato viaggiatori era presente l'area merci dello scalo, formata da un piano caricatore comune alle due stazioni di Monteponi su cui confluiva, come detto, uno dei binari della stazione della rete ferroviaria pubblica. Il traffico merci riguardava essenzialmente i minerali estratti nelle miniere di Monteponi, i prodotti derivati lavorati nella frazione iglesiente e le merci provenienti o dirette verso la Monteponi-Portovesme. Con la stazione sotto l'amministrazione delle Ferrovie Reali e delle FS le merci venivano inoltrate verso la stazione di Iglesias (da dove poi proseguivano per il resto della rete a scartamento ordinario sarda) tramite i treni di queste amministrazioni. Col passaggio alle FMS e allo scartamento da 950 mm tali trasporti furono espletati direttamente dai treni della Monteponi, che entrando nella rete delle Meridionali Sarde dal raccordo merci dello scalo portavano nella stazione FMS di Iglesias il loro carico che poi veniva trasbordato sui carri FS provenienti dall'ex capolinea di questa ferrovia.

## Movimento
La stazione fu chiusa al servizio ferroviario il 1º settembre 1974, al momento della chiusura era servita dai treni regionali delle FMS.

## Servizi
Durante l'attività ferroviaria la stazione fu dotata dei seguenti servizi agli utenti:
- Biglietteria a sportello
- Sala d'attesa
- Servizi igienici

## Interscambi
Dal punto di vista degli interscambi sino al 1920 sulla ferrovia Monteponi-Portovesme, il cui capolinea si trovava subito a nord della stazione allora delle Ferrovie Reali, veniva svolto un servizio viaggiatori. Ciò permetteva il collegamento dell'area di Monteponi Scalo coi comuni di Gonnesa (raggiunto in seguito dalla ferrovia proveniente da San Giovanni Suergiu) e Portoscuso, e in particolare col porto di Portovesme, punto di attracco dei collegamenti marittimi per Carloforte.